# Mohammad-Bāqer Behbahānī
Mohammad-Bāqer Vahīd Behbehānī (persisch محمدباقر وحید بهبهانی, DMG Moḥammad-Bāqer Vaḥīd Behbehānī; arabisch محمد باقر بن محمد أكمل, DMG Muḥammad Bāqir b. Muḥammad Akmal, bekannt als الوحيد البهبهاني / al-Waḥīd al-Bihbahānī; geb. 1704–05 oder 1706–07 in Isfahan; gest. 1791–92 oder 1793–94) war ein bedeutender zwölferschiitischer Mudschtahid. Er war einer der Wiederbeleber der prinzipiellen selbstständigen Rechtsfindung, d. h. der Methodik der Idschtihad-Lehre. In seinem Hauptwerk Risālat al-idschtihād wa-l-achbār – der klassischen Verteidigung des Idschtihad gegen die achbaritische Herausforderung – betonte er die allgemeine Nichtverfügbarkeit von Gewissheit im ganzen Recht in der Folge der Verborgenheit (ġaiba). Er führte die Schule der Uṣūlis bzw. Uṣūliyya (Rationalisten/Ursprungsbetonte) des schiitischen Islam an und bekämpfte zusammen mit seinen Schülern erfolgreich die Schule der Achbaris (Akhbārī-Uṣūlī-Disput), die als Quelle des Rechts nur den Koran und die Überlieferungen (Hadith) anerkannte.
Sein Vater und erster Lehrer, Mollā Moḥammad Akmal, war ein Schüler von Mollā Muḥammad Bāqir al-Madschlisī, er studierte auch unter Sayyed Sadr-al-Din Qomi.
Einige der Schüler Wahid Behbahanis wurden große Instanzen  der religionsrechtlichen Nachahmung, die die islamische Erweckungsbewegung entscheidend beeinflussten. Aus seinem theologischen Lehrkreis gingen Persönlichkeiten wie Molla Mahdi und Molla Ahmad Narāqī (geb. 1771), Scheich Dschafar Kaschif al-Ghita (gest. um 1813), Agha Sayyid Ali Tabatabai (geb. 1866), Haddsch Mohammad Ibrahim Kalbasi, Sayyid Mohammad Mahdi Bahr-ul-Ulum (ca. 1742 bis ca. 1798) und Mirza Qumi (circa 1738 bis  ca. 1816) hervor.
Behbahani ist der Verfasser von mehr als siebzig Büchern über Fiqh und Grundsatzlehren der Religion. Er wurde in Kerbela im Irak im Schrein von Imam Hussein begraben.
Behbehani hat als „Sufi-Vernichter“ angeblich den Derwisch Ma’sum Ali Schah verhaften, vergiften und in einen Fluss werfen lassen.
Nach seinem Tod wurde sein Schüler Sayyid Mahdi Bahr-ul-Ulum (um 1743–1798) zur Instanz in religiösen Fragen der Schiiten.
In neuerer Zeit haben sich Hamid Algar und Robert Gleave um die Erforschung von Person und Werk verdient gemacht.

## Takfir
Dem Zwölfer-Schia-Experten Moojan Momen zufolge spielte Behbehānī eine sehr bedeutende Rolle im schiitischen Islam, indem er die Bedrohung durch Takfīr ("the threat of takfir") hereinbrachte – d. h. die Opponenten zu Apostaten zu erklären, wobei Apostasie ein Kapitalverbrechen ist –

„into the central field of theology and jurisprudence where previously only ikhtilāf [...] had existed. Bihbahānī was now to exclude by takfīr all who disagreed with the principles of reasoning (ʿaql) and ijtihād as sources of law. This paved the way for a great increase in the power and influence of the mujtahids in Qājār times and for the evolution of the concept of the marjaʿ at-taqlīd.“

„in den Zentralbereich der Theologie und Rechtsprechung, in dem bislang nur Ikhtilāf existiert hatten. Bihbahānī sollte nun durch Takfīr alle ausschließen, die mit den Grundsätzen der Argumentation (ʿaql) und den Ijtihād nicht übereinstimmten. Dies ebnete den Weg für einen großen Zuwachs an Macht und Einfluss der Mudschtahid in der Qājār-Zeit und für die Weiterentwicklung des Konzepts der marjaʿ at-taqlīd.“

## Werke (Auswahl)
- Risālat al-idschtihād wa-l-achbār